# Thomas Heilman
Thomas Heilman (* 7. Februar 2007 in Charlottesville, Virginia) ist ein Schwimmer aus den Vereinigten Staaten, der bei Olympischen Spielen bis 2024 einmal Silber gewann. Bei Weltmeisterschaften erschwamm er eine Goldmedaille.

## Sportliche Karriere
Im August 2022 nahm Heilman an den Pan Pacific Junior Championships teil. Er gewann Gold über 100 Meter Schmetterling sowie mit der 4-mal-100-Meter-Freistilstaffel und mit der 4-mal-100-Meter-Lagenstaffel. Hinzu kamen Silbermedaillen über 100 Meter Freistil und 200 Meter Schmetterling sowie mit der 4-mal-200-Meter-Freistilstaffel.
2023 bei den Weltmeisterschaften in Fukuoka wurde Heilman Vierter über 200 Meter Schmetterling, wobei er zeitgleich mit dem Kanadier Ilya Kharun anschlug. Beide lagen 0,16 Sekunden hinter dem drittplatzierten Japaner Tomoru Honda. Über 100 Meter Schmetterling schied Heilman im Swim-Off gegen den Briten Jacob Peters nach dem Vorlauf aus. Die 4-mal-100-Meter-Lagenstaffel mit Hunter Armstrong, Josh Matheny, Thomas Heilman und Matt King schwamm die schnellste Vorlaufzeit. Im Endlauf waren Ryan Murphy, Nic Fink, Dare Rose und Jack Alexy drei Sekunden schneller und gewannen Gold vor den Chinesen und den Australiern. Alle acht beteiligten Schwimmer aus den Vereinigten Staaten erhielten eine Goldmedaille.
2024 bei den Olympischen Spielen in Paris schwamm Heilman über 200 Meter Schmetterling im Halbfinale die zehntschnellste Zeit, für den Finaleinzug fehlten ihm 0,26 Sekunden. Über 100 Meter Schmetterling war er 18. der Vorläufe. In der 4-mal-100-Meter-Lagenstaffel waren Hunter Armstrong, Charlie Swanson, Thomas Heilman und Jack Alexy die Drittschnellsten im Vorlauf hinter Franzosen und Chinesen. Im Endlauf siegten die Chinesen mit 0,55 Sekunden Vorsprung vor Ryan Murphy, Nic Fink, Caeleb Dressel und Hunter Armstrong.